# Louis de Jaucourt
Rytíř Louis de Jaucourt (16. září 1704, Paříž – 3. února 1779, Compiègne) byl francouzský učenec a nejplodnější spoluautor francouzské Encyklopedie (1751-1766). Celkově napsal 17 266 hesel, tedy asi čtvrtinu rozsahu Encyklopedie, všechny bez nároku na odměnu.

## Život
Pocházel ze šlechtické rodiny, byl finančně velmi dobře zajištěn a mohu se proto plně věnovat vědě. Vystudoval teologii v Ženevě, přírodní vědy v Oxfordu a lékařství v Leidenu. Do Encyklopedie začal přispívat při vydání jejího druhého svazku. Zprvu napsal jen několik hesel, jeho podíl ale postupně narůstal. V letech 1759-1765 psal průměrně osm hesel denně. V pozdějších dílech tvořily jeho příspěvky dokonce až 45% celkového textu, čímž si vysloužil přezdívku otrok Encyklopedie (l'esclave de l’Encyclopédie). Psal především o biologii a lékařství, napsal ale také hesla o některých klíčových politických a historických tématech (válka, monarchie, lid, Mohamed). Oproti jiným přispěvatelům, např. Diderotovi či Voltairovi, vždy zachovával neutralitu a nesděloval otevřeně svůj názor, třebaže jsou z jeho textů mnohdy zřejmé jeho protiklerikální a zejména protiotrokářské názory. Oproti jiným encyklopedistům pracoval zcela zdarma a sám si platil také všechny výdaje a tým asistentů.
Mimo encyklopedických článků napsal také rozsáhlé anatomické dílo Lexicon medicum universalis, jehož rukopis, na němž pracoval dvacet let, byl však nešťastnou náhodou zničen, a také životopis Leibnize. Věnoval se také lékařské práci a výzkumu. V letech 1728–1740 spolupracoval na Bibliothèque raisonnée des ouvrages des savans de l'Europe (Knihovně děl evropských učenců).